# Pedro Aleixo
Pedro Aleixo (Mariana, 1º agosto 1901 – Belo Horizonte, 3 marzo 1975) è stato un politico e avvocato brasiliano, 16º Vicepresidente del Brasile tra il 1967 e il 1969.
È stato inoltre deputato di stato e ministro dell'istruzione sotto il presidente Castelo Branco.

## Biografia

### Vita familiare e primi anni
Nacque nel distretto di São Caetano del comune di Mariana, nel Minas Gerais, il 1 ° agosto 1901, figlio del mercante José Caetano Aleixo e Úrsula Martins Aleixo. Il 29 ottobre 1925 sposò Maria Stuart Brandi Aleixo, meglio conosciuta come Mariquita , dalla quale ebbe tre figli.

### Studi e carriera
Ha compiuto i suoi primi studi al Colégio Malheiros a Ouro Preto. Nel 1918 si iscrisse al corso di giurisprudenza presso la Facoltà di giurisprudenza di Minas Gerais, laureandosi nel 1922. Ha praticato legge presso l'ufficio di Abílio Machado, insieme al compagno di classe Milton Campos. Parallelamente alla sua formazione legale, ha praticato anche giornalismo e nel 1928 è stato uno dei fondatori e direttore del quotidiano Estado de Minas. È stato eletto alla carica di consigliere comunale a Belo Horizonte (1927-1930). Nel 1928 ottenne l'abilitazione alla cattedra di diritto penale, continuando a tenere lezioni nel corso di dottorato presso la stessa Facoltà presso la quale si era laureato.

## Vita politica

### Deputato costituente
In politica, ha sostenuto l'Alleanza Liberale ed è stato uno dei mentori intellettuali della Rivoluzione del 1930 . Fu eletto deputato del costituente 1934. Il 4 maggio 1937, sostenuto da Getúlio Vargas, sconfisse il leader del Minas Gerais Antônio Carlos nella disputa per la presidenza della Camera dei Deputati, essendo quindi il primo sostituto di Getúlio, perché non c'era la figura del vicepresidente nella Costituzione del 1934. Fu durante la sua amministrazione che il presidente Getúlio Vargas istituì l'Estado Novo in Brasile attraverso il colpo di stato del 10 novembre 1937.
Con il Congresso Nazionale chiuso, Pedro Aleixo ha nuovamente sostenuto, essendo eletto, nel 1938, Presidente dell'Istituto dell'Ordine degli Avvocati di Minas Gerais. Pochi anni dopo si rivoltò contro Getúlio Vargas, essendo uno dei firmatari del Manifesto di Mineiros, il 24 ottobre 1943, a favore del ritorno allo stato di diritto.

### Deputato di stato
Fu uno dei fondatori dell'Unione Democratica Nazionale. È stato eletto deputato di stato ed è stato segretario di stato per gli interni e la giustizia nel governo di Milton Campos, dal 1947 al luglio 1950.

### Deputato federale
Ancora una volta venne eletto deputato federale nel 1958 e 1962, ove si è distinto per la forte opposizione ai governi di Juscelino Kubitschek e João Goulart. Era uno dei leader civili del colpo di stato militare del 1964, dopo essere entrato nell'ARENA. Tra il 10 gennaio e il 30 giugno 1966 ha ricoperto la carica di Ministro dell'Istruzione e della Cultura nel governo di Castelo Branco.

### Vicepresidente del Brasile
Pedro Aleixo era contrario alla questione AI-5, incluso il venire a redigere una revisione della costituzione del 1967 al fine di ripristinare la legalità. Tuttavia, la malattia del presidente della repubblica ha impedito che questa intenzione si concretizzasse. Dopo la rimozione di Costa e Silva avvenuta il 31 agosto 1969, a causa di una trombosi, gli fu impedito di esercitare il suo diritto costituzionale di assumere la carica da ministro militare. Nel 1970 lasciò l'ARENA e tentò senza successo di organizzare il Partito Democratico Repubblicano.
In qualità di vicepresidente della repubblica, è stato l'ultimo in queste condizioni ad esercitare la presidenza del Senato federale. Assunse la Presidenza della Repubblica tra l'11 e il 14 aprile 1967.

## Omaggi
Nel 2001, lo stato di Minas ha ottenuto una nuova e moderna sede nel quartiere di Funcionários, una zona nobile di Belo Horizonte, che ha ricevuto il nome di Edifício Pedro Aleixo. 
Nel 2011, secondo la legge n. 12.486, del 12 settembre, il nome del cittadino Pedro Aleixo è stato incluso nella tribuna di coloro che sono stati unti dalla Nazione brasiliana per la suprema magistratura. Ciò significa che deve essere considerato un ex Presidente della Repubblica, a tutti gli effetti legali.  La sua foto è stata successivamente, nel 2018, inclusa nella galleria dei presidenti della Repubblica.
A São Gonçalo, nello stato di Rio de Janeiro, c'è una strada in suo onore nel quartiere di Lagoinha, terzo distretto del comune. C'è anche a Belo Horizonte, Sidrolândia (MS) una scuola comunale a lui intitolata, la cui inaugurazione avvenne nel 1976, con la presenza delle autorità della politica mineraria, tra cui il governatore del Minas Gerais all'epoca Aureliano Chaves. Sempre nel quartiere Serra, nella stessa città, c'è una scuola statale a lui intitolata. A Contagem (MG) c'è il Forum del Dottor Pedro Aleixo.
Alla Camera dei Deputati, la Biblioteca con la delibera n.104, del 3 dicembre 1984, cambia nome in Biblioteca Pedro Aleixo.
Nel distretto di Bandeirantes, situato a Mariana, Minas Gerais, sua patria, si trova il centro comunitario Pedro Aleixo, dove sono esposti oggetti della sua storia e della sua memoria.

## Opere pubblicate
- Peculato nel diritto penale brasiliano . Tesi presentata in concorso alla Facoltà di Giurisprudenza dell'Università del Minas Gerais per la cattedra di diritto penale, Belo Horizonte: Gráfica Belo Horizonte, 1956.
- Immunità parlamentari . Belo Horizonte: Giornale brasiliano di studi politici, 1961.
- In difesa del Congresso Nazionale . Discorso pronunciato nella sessione del 19 aprile 1963, Brasilia, Camera dei Deputati: 1963.

Ha anche avuto diversi articoli, opinioni, voti e discorsi parlamentari pubblicati durante la sua carriera politica.